# James Honeybone
James Honeybone (n. 11 ianuarie 1991, Truro, Anglia, Regatul Unit) este un scrimer britanic specializat pe sabie. A participat la Jocurile Olimpice de vară din 2012, unde a fost eliminat în tabloul de 64 de bielorusul Valeri Priiomka.

## Legături externe
- Profil Arhivat în 25 iunie 2015, la Wayback Machine. la Confederația Europeană de Scrimă
- en James Honeybone la Olympedia.org